# Vilémov (district d'Olomouc)
Pour les articles homonymes, voir Vilémov.
Vilémov (en allemand : Willimau) est une commune du district et de la région d'Olomouc, en République tchèque. Sa population s'élevait à 434 habitants en 2023.

## Géographie
Vilémov se trouve à 9,5 km au sud-ouest de Litovel, à 19 km à l'ouest-nprd-ouest d'Olomouc, à 57 km à l'ouest de Brno et à 191 km à l'est-sud-est de Prague.
La commune est limitée par Loučka au nord, par Bílsko et Senice na Hané à l'est, par Olbramice au sud, et par Bohuslavice et Luká à l'ouest.

## Histoire
La première mention écrite de la localité date de 1320.

## Transports
Par la route, Vilémov se trouve à 12 km de Litovel, à 25 km d'Olomouc, à 85 km de Brno et à 249 km de Prague.